# Bath (Zelanda)
Bath es una localidad de la provincia de Zelanda (Países Bajos). Está situada a unos 10 km al suroeste de Bergen op Zoom. Su población es de unos 80 habitantes.

## Historia
El historiador decimonónico A.J. van der Aa escribió que el pueblo fue sepultado por las aguas varias veces durante el siglo XVI; en 1530, 1532, 1536 y 1539. Después de estas inundaciones sólo quedó en pie de las construcciones originales la torre de la iglesia, la cual había desaparecido para el siglo XIX. En 1773 volvió a haber inundaciones, y se construyó un fuerte para proteger a los barcos; dentro de él se edificó una pequeña aldea, germen de la actual Bath.
Bath tuvo municipio propio con el nombre de Fuerte Bath al menos desde 1816 y hasta 1878, cuando pasó a formar parte de Rilland-Bath.